# Vil·la romana de Rocafonda
La vil·la romana de Rocafonda, també coneguda com "Els Caputxins", és un jaciment arqueològic de la ciutat de Mataró, declarat bé cultural d'interès local. que conserva la pars rustica d'una vil·la romana.
Està situat al barri mataroní de Rocafonda i va ser descobert l'any 1968 arran de la urbanització dels entorns del Cementiri dels Caputxins, d'aquí el seu nom. Entre els anys 1970 i 1974 se n'efectuà l'excavació arqueològica per part de la Secció Arqueològica del Museu de Mataró.
L'any 2002, l'Ajuntament de Mataró declarà el jaciment Bé Cultural d'Interès Local (BCIL) i l'any 2005, amb l'adequació dels accessos al Cementiri dels Caputxins, es va tornar a excavar i arranjar el jaciment, restaurant-ne els murs i les restes.

## La vil·la romana
Les restes arqueològiques que actualment es poden observar al jaciment es corresponen amb les instal·lacions artesanals i industrials d'una vil·la romana que estigué en funcionament entre els segles I a.C. i VI dC. Segurament l'establiment va iniciar la seva funció amb el desenvolupament de la vinicultura, una activitat habitual, ja en aquells moments, al Maresme.

## El forn de terrissaire
L'altre element que conserva el jaciment és un forn de terrissaire construït durant el segle IV dC. Es tracta d'un pou semisoterrat aprofitant el relleu natural. Se'n conserva la graella, la cambra de combustió i la xemeneia.

## Estat de conservació
L'estat de conservació del jaciment és dolenta. Ja en el moment del seu descobriment, el pla urbanístic que l'afectà en destruí, en gran part, tota la seva extensió, conservant-se'n únicament una part de les dependències secundàries i un forn de terrissaire.